# Vengo subito
Vengo subito (Je suis à vous tout de suite) è un film del 2015 diretto da Baya Kasmi.

## Trama
Hanna è una trentenne attraente, gentile e simpatica. Non sa dire di no a nessuno, proprio come suo padre Omar e sua madre Simone. Suo fratello, invece, è concentrato sulla sua religione e sulle sue radici algerine. Non vanno affatto d'accordo, fino a quando non succede qualcosa che li spinge a ritrovarsi.

## Botteghino
Il film ha incassato $ 565.000 al botteghino internazionale, a fronte di un budget di circa $ 4.500.000 (€ 3.941.931).